# Peder Erasmus Müller

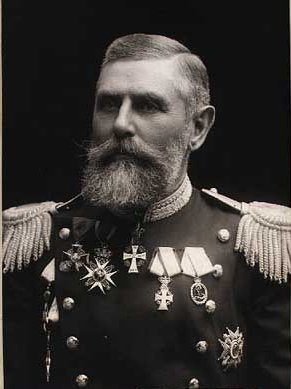
Peter Erasmus Müller

Peder Erasmus Müller, född 25 oktober 1840, död 5 oktober 1926, var en dansk forstman, son till Ludvig Müller, bror till Sophus Müller. 
Peder Erasmus Müller var i sin ungdom lantbrukare  och tog 1861 agronomexamen, blev sedan student, 1866 forstkandidat och 1871 filosofie doktor. År 1873 blev han lärare i skogsbruk vid Landbohøjskolen och utvecklade betydelsefull verksamhet både i denna egenskap och som författare. Han var överjägmästare i Nordsjälland 1882-1911, invaldes som ledamot av Videnskabernes Selskab 1884 och av svenska  Lantbruksakademien 1896 samt blev kammarherre 1885. 
Under åren 1875-1891 var Müller utgivare för "Tidsskrift for skovbrug"  (12 band), där han skrev en rad viktiga uppsatser, Studier over skovjord (1876-84), Omrids af en dansk skovbrugsstatistik (1881), Bjergfyrren (1887) och i ett tilläggshäfte (1903)  Bjergfyrrens forhold til rødgranen i de jydske hedekulturer. Han skrev även zoologiska artiklar, bland annat Regnormens forhold til rhizomplanterne (1894). 
Ännu så sent som 1924 utsände Müller genom Videnskabernes Selskab ett sista större litterärt arbete: Bidrag til de jyske hedesletters naturhistorie, Karup hedeslette og beslægtede dannelser. Dettas huvudresultat är att de danska hedslätterna är en direkt fortsättning av den tundra, som uppstod under istiden, varav följer, att de inte har varit skogbevuxna, till skillnad från de backiga hederna, hedkärren och brinkarna längs ådalarna.